# Lijst van voetbalinterlands Canada - Ghana (vrouwen)
Deze lijst van voetbalinterlands is een overzicht van alle officiële voetbalinterlands tussen de nationale vrouwenteams van Canada en Ghana. De landen hebben tot nu toe twee keer tegen elkaar gespeeld.

## Wedstrijden
| № | Plaats   | Datum             | Competitie        | Wedstrijd      | Uitslag |
| - | -------- | ----------------- | ----------------- | -------------- | ------- |
| 1 | Seattle  | 16 augustus 2003  | Vriendschappelijk | Canada − Ghana | 1 − 1   |
| 2 | Hangzhou | 15 september 2007 | WK 2007           | Canada − Ghana | 4 − 0   |

## Samenvatting
| Competitie        | Totaal gespeeld | Winst Canada | Gelijk | Winst Ghana | Doelsaldo Canada – Ghana |
| ----------------- | --------------- | ------------ | ------ | ----------- | ------------------------ |
| WK-eindronde      | 1               | 1            | 0      | 0           | 4 − 0                    |
| Vriendschappelijk | 1               | 0            | 1      | 0           | 1 − 1                    |
| Totaal            | 2               | 1            | 1      | 0           | 5 − 1                    |